# Py (Suippe)
Die Py ist ein Fluss in Frankreich, der im Département Marne in der Region Grand Est verläuft. Sie  entspringt im Gemeindegebiet von Sommepy-Tahure, entwässert generell in westlicher Richtung und mündet nach rund 15 Kilometern im Gemeindegebiet von Dontrien als rechter Nebenfluss in die Suippe.

## Orte am Fluss
(Reihenfolge in Fließrichtung)
- Sommepy-Tahure
- Sainte-Marie-à-Py
- Saint-Souplet-sur-Py
- Dontrien